# Denholm (Saskatchewan)
Denholm es un pueblo canadiense situado en la provincia de Saskatchewan.

## Superficie
Denholm tiene una superficie de 0,35 km².

## Demografía
En 2021, tenía 75 habitantes, una densidad poblacional de 215 hab./km², y 35 viviendas.